# Gary Seear
Pas d'image ? Cliquez ici

a Compétitions nationales et continentales officielles uniquement.

b Matchs officiels uniquement.
Dernière mise à jour le 24 mai 2025.
Gary Alan Seear, né le 19 février 1952 à Dunedin en Nouvelle-Zélande et mort le 8 février 2018 à Christchurch dans le même pays, est un joueur néo-zélandais de rugby à XV qui a joué avec l'équipe de Nouvelle-Zélande.
Il évoluait au poste de troisième ligne centre (1,92 m pour 97 kg). 

## Carrière
Gary Seear a joué 119 matchs avec la province de Otago.
Il dispute son premier test match avec l'équipe de Nouvelle-Zélande le 11 novembre 1977 contre la France. Son dernier test match est contre l'Australie, le 28 juillet 1979. 

## Palmarès
- Nombre de test matchs avec les All Blacks : 12
- Nombre total de matchs avec les All Blacks : 34